# Stottville
Stottville és una concentració de població designada pel cens dels Estats Units a l'estat de Nova York. Segons el cens del 2000 tenia 1.355 habitants.

## Demografia
Segons el cens del 2000, Stottville tenia 1.355 habitants, 544 habitatges, i 354 famílies. La densitat de població era de 127 habitants per km².
Dels 544 habitatges en un 30,3% hi vivien nens de menys de 18 anys, en un 47,4% hi vivien parelles casades, en un 11,9% dones solteres, i en un 34,9% no eren unitats familiars. En el 29,2% dels habitatges hi vivien persones soles el 14,9% de les quals corresponia a persones de 65 anys o més que vivien soles. El nombre mitjà de persones vivint en cada habitatge era de 2,47 i el nombre mitjà de persones que vivien en cada família era de 2,98.
Per edats la població es repartia de la següent manera: un 25,2% tenia menys de 18 anys, un 7% entre 18 i 24, un 28,6% entre 25 i 44, un 23,2% de 45 a 60 i un 16% 65 anys o més.
L'edat mediana era de 39 anys. Per cada 100 dones de 18 o més anys hi havia 89,3 homes.
La renda mediana per habitatge era de 36.696 $ i la renda mediana per família de 44.688 $. Els homes tenien una renda mediana de 31.250 $ mentre que les dones 24.044 $. La renda per capita de la població era de 17.419 $. Entorn del 15,5% de les famílies i el 19,7% de la població estaven per davall del llindar de pobresa.